# Vallée de l'Aragon
La vallée de l'Aragon est une vallée des Pyrénées aragonaises de la comarque de la Jacétanie, située dans la partie nord occidentale de la province de Huesca (Espagne), frontalière avec la vallée d'Aspe (France).

## Géographie
Elle se divise en trois zones géographiques historiques : au sud, le Campo de Jaca, la zone la plus large, qui est reliée au val Ancha ; dans la partie médiane de la vallée se situe Bardaruex (ou vallée d'Aruej) formée des communes de Villanúa et de Castiello de Jaca et enfin au nord, la vallée de Canfranc, plus étroite et encaissée.
La vallée tient son nom de l'Aragon qui la parcourt du nord au sud et qui naît quasiment à la frontière avec la France, dans les ibones de Truchas et d'Escalar à Astún. Elle inclut les communes de :
- Canfranc ;
- Villanúa ;
- Castiello de Jaca ;
- Jaca.

La vallée communique avec la France par trois passages : le col du Somport à 1 632 mètres d'altitude, le tunnel du Somport, qui mesure plus de 8 km et se situe à près de 1 200 mètres d'altitude, et la vieille voie ferroviaire de Pau à Canfranc, inaugurée le 18 juillet 1928 et fermée définitivement en 1970.

## Voies d'accès
Elle fait partie de la via Tolosana sur le chemin de Saint-Jacques-de-Compostelle, dont le joyau est la cathédrale de Jaca, sans oublier les nombreuses églises et autres ermitages romans.

## Économie
Au plus haut de la vallée se situent les stations de ski de Candanchú et d'Astún, qui font du tourisme la principale et presque unique source de revenus de la zone. Elle culmine au pic Collarada à 2 883 mètres d'altitude à Villanúa.